# Emiliano García-Page
Emiliano García-Page Sánchez (Toledo, 11 giugno 1968) è un giurista e politico spagnolo, presidente del Consiglio della comunità autonoma di Castiglia-La Mancia dal 2015 e segretario generale del PSOE Castilla-La Mancha dal 2012. È stato sindaco di Toledo tra il 2007 e il 2015 e senatore nominato dal parlamento regionale tra il 2011 e il 2015.

## Biografia
È nato a Toledo l'11 giugno 1968. Prima di compiere 18 anni si è unito alla Juventudes Socialistas. Quando divenne maggiorenne divenne parte del PSOE. Laureato in giurisprudenza all'Università di Castilla-La Mancha, la sua prima posizione politica è stata quella di consigliere socialista nella città di Toledo dal 1987 al 1993. Dal 1991 al 1993 è stato vice sindaco sotto il governo di Joaquín Sánchez Garrido. Nel frattempo, ricopriva posizioni all'interno del PSOE, prima era membro del Comitato locale (1987-1993), dopo il Comitato provinciale (1991-1995) e dal 1991 della Commissione esecutiva regionale. Nel 1997 è stato eletto segretario provinciale del PSOE.
D'altra parte, ha ricoperto varie posizioni nel governo regionale di Castilla-La Mancha, prima sotto la presidenza di José Bono e poi con il suo successore, José María Barreda. È stato portavoce del governo, consulente per i lavori pubblici, consulente per il benessere sociale e consulente per le relazioni istituzionali.
È stato anche il secondo vice presidente del Consiglio Comunale di Castilla-La Mancha da quando è partito per le elezioni municipali il 27 maggio 2007. Il suo principale rivale era l'allora sindaco della città, José Manuel Molina García, del PP. La sua candidatura era al secondo posto con 18.011 voti (43,35%), che si traduce in 11 consiglieri su 25 possibili. Nonostante fosse dietro il candidato del Partito Popolare, ha firmato un patto governativo con i due consiglieri della Sinistra unitaria (guidata da Aurelio San Emeterio), diventando il sindaco della città il 16 giugno 2007.
Alle elezioni municipali del 2011, ha affrontato Paloma Barredo, candidato del Partito popolare e, di nuovo, Aurelio San Emeterio per la Sinistra unitaria. In queste elezioni la sua candidatura è stata la più votata, ottenendo un totale di 20.025 voti, il che ha portato a 12 consiglieri contro 11 del PP e 2 dell'IU, vincendo per la prima volta il suo partito alle elezioni comunali in democrazia ed essendo il secondo sindaco socialista nel ripetere la carica, dopo Joaquín Sánchez Garrido. È stato rieletto sindaco a maggioranza semplice, quindi il PSOE ha iniziato a governare la sola legislatura.
Il Cortes de Castilla-La Mancha, su iniziativa del gruppo parlamentare socialista, lo ha nominato senatore regionale il 16 settembre 2011. Il 25 febbraio 2012 è stato eletto segretario generale del PSOE di Castilla-La Mancha con il 95,82% di voti.